# Bassin d'Apollon
Le bassin du char d’Apollon ou bassin d’Apollon est un bassin artificiel du parc du château de Versailles et nommé d'après Apollon et son char solaire. Il est situé sur l'axe central du parc, devant le Grand Canal.

## Histoire
Le jardin du château, élaboré par André Le Nôtre, a été bâti pour illustrer le mythe solaire d'Apollon, et par ce biais la splendeur du Roi Soleil. La fontaine du bassin d'Apollon est un élément central de ce jardin.
Le Char du Soleil, groupe central du bassin en plomb doré, a été réalisé en 1668–1671 par Jean-Baptiste Tuby, d’après un dessin de Le Brun. Le char d'Apollon émerge de l'eau, tiré par quatre chevaux. Le sculpteur a rajouté à ses pieds Phaéton, tombé du char et autour de lui dans le bassin, des tritons soufflant dans leurs conques  et des dauphins. Le groupe a été fabriqué aux Gobelins puis acheminé à Versailles en 1670.
Plusieurs restaurations ont été réalisées depuis le XVIIIe siècle. La dernière grande restauration date de 1923–1927 ainsi que de plus petites en 1955 et 1981. Durant la restauration de 1955, sous la direction de l'architecte Marc Saltet, un traitement structurel avait été engagé et les armatures endommagées furent remplacées.
Plus récemment une nouvelle restauration a débuté en 2022. Le bassin et le groupe restaurés ont été livrés en mars 2024. Les dorures à la feuille d'or des statues ont été intégralement refaites.
À l'automne 1939, au début de la Seconde Guerre mondiale, par crainte des bombardements, la statue d'Apollon est protégée par des murs en brique surmontés d'un chapiteau de bois.

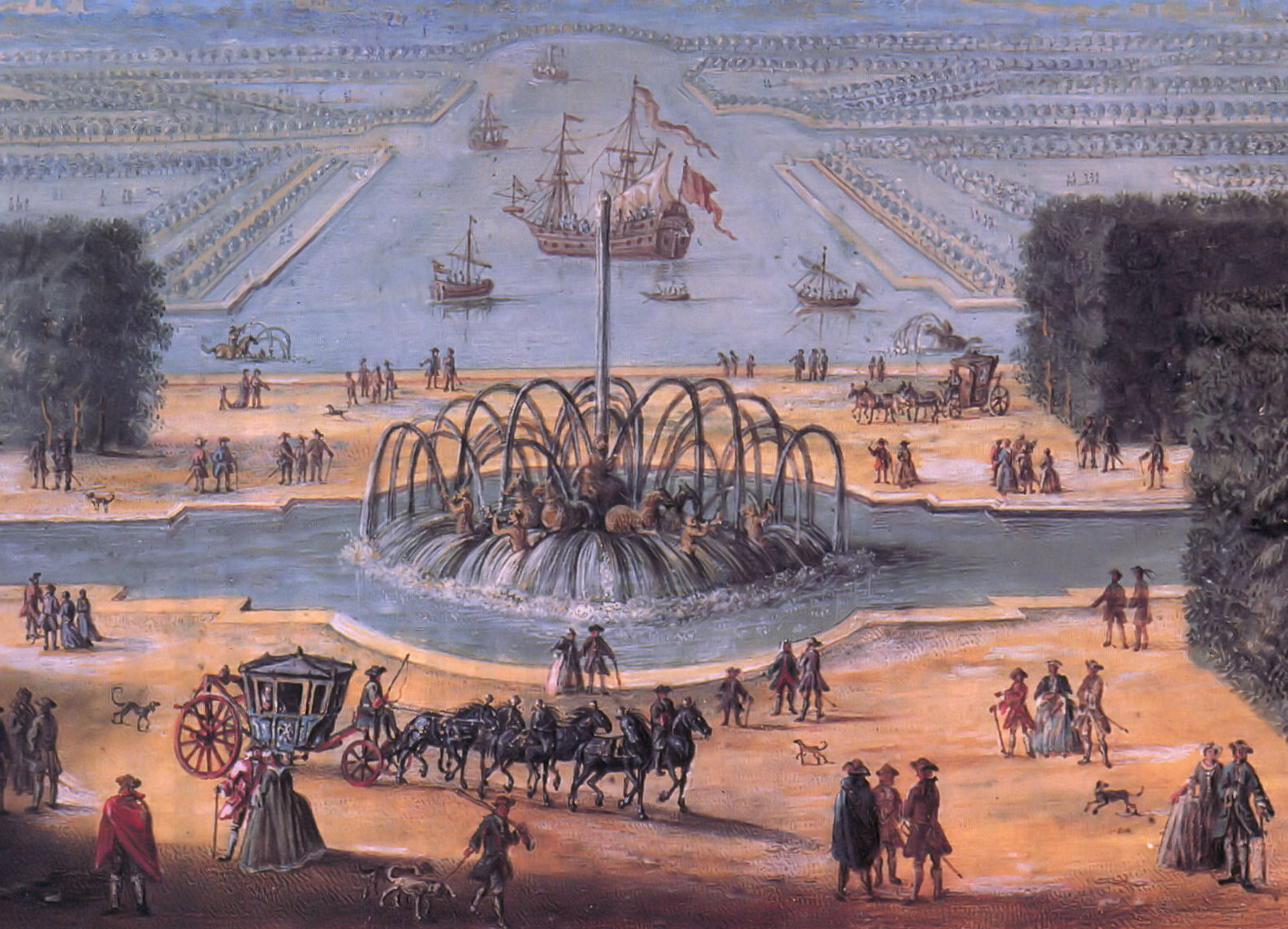
Bassin d'Apollon, au premier plan au XVIIe siècle.
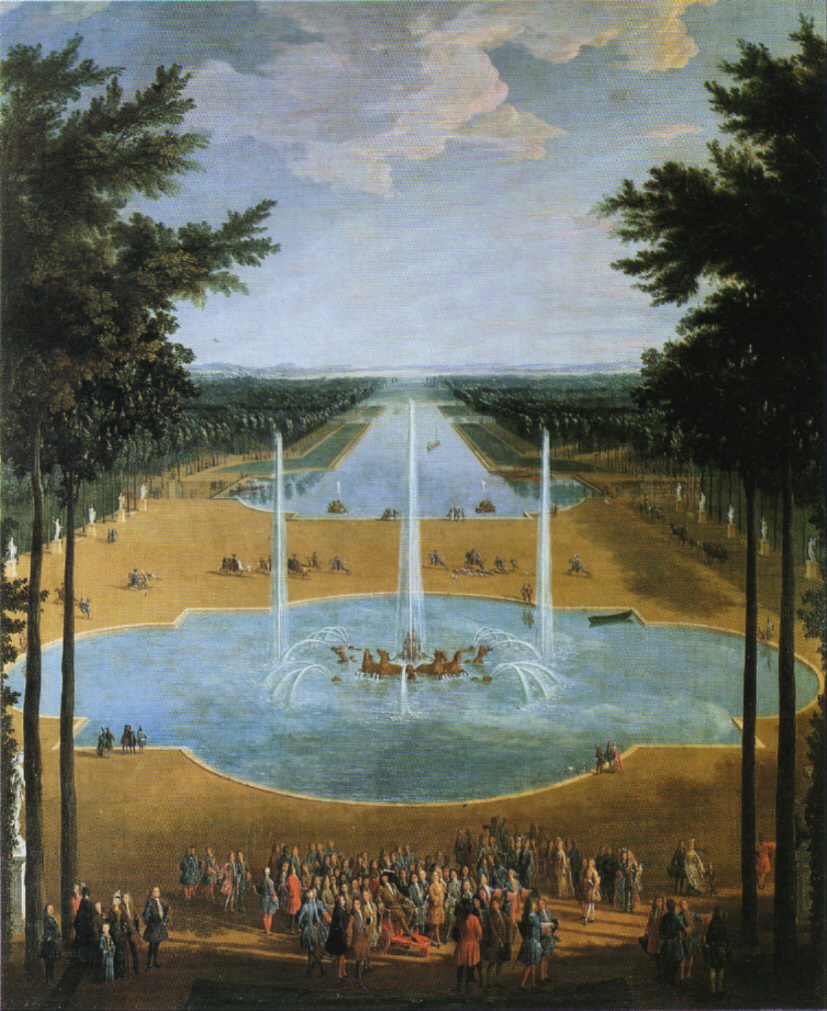
Bassin d'Apollon en 1713.
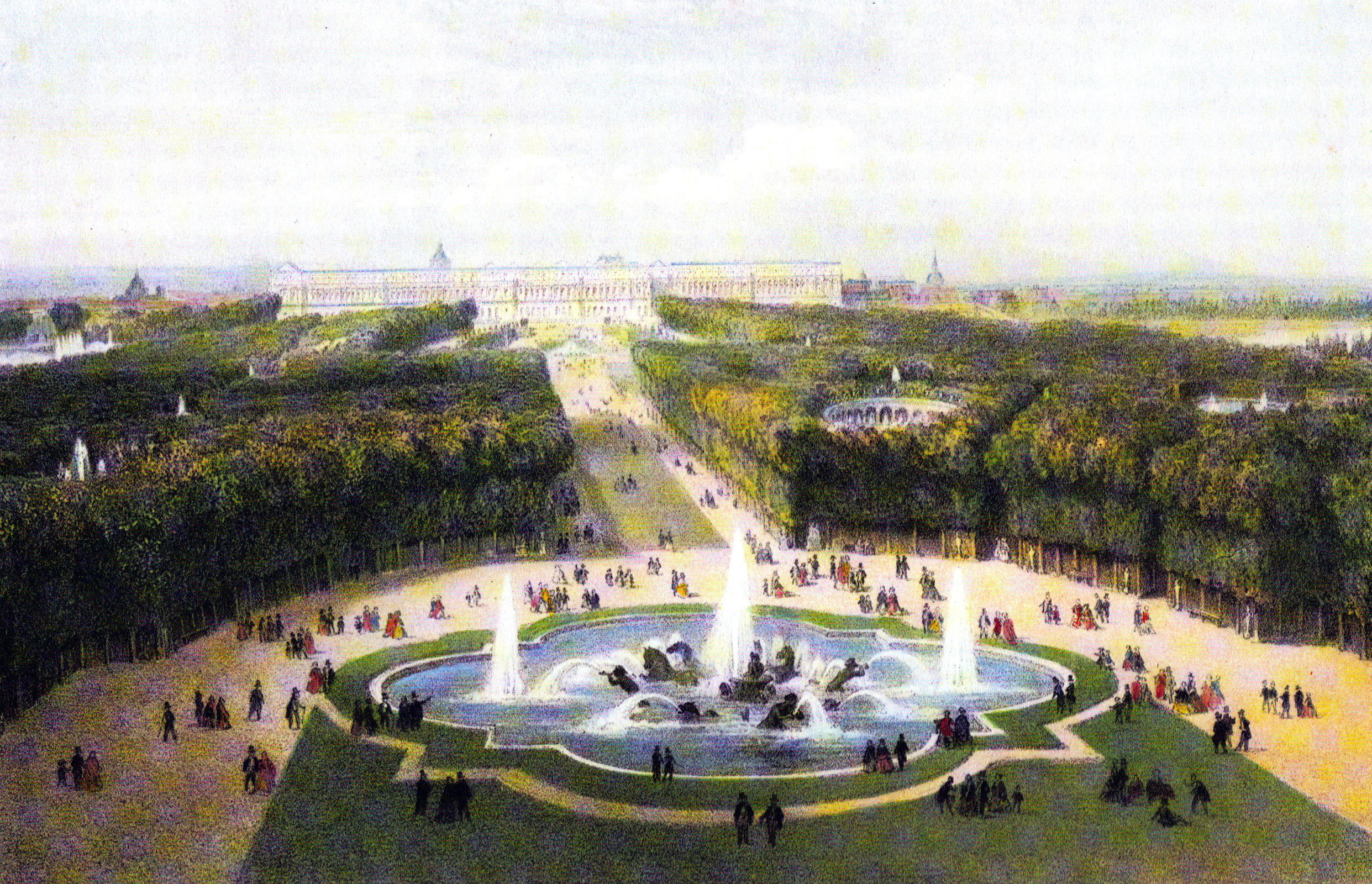
Bassin d'Apollon en 1860.

## Autres photographies

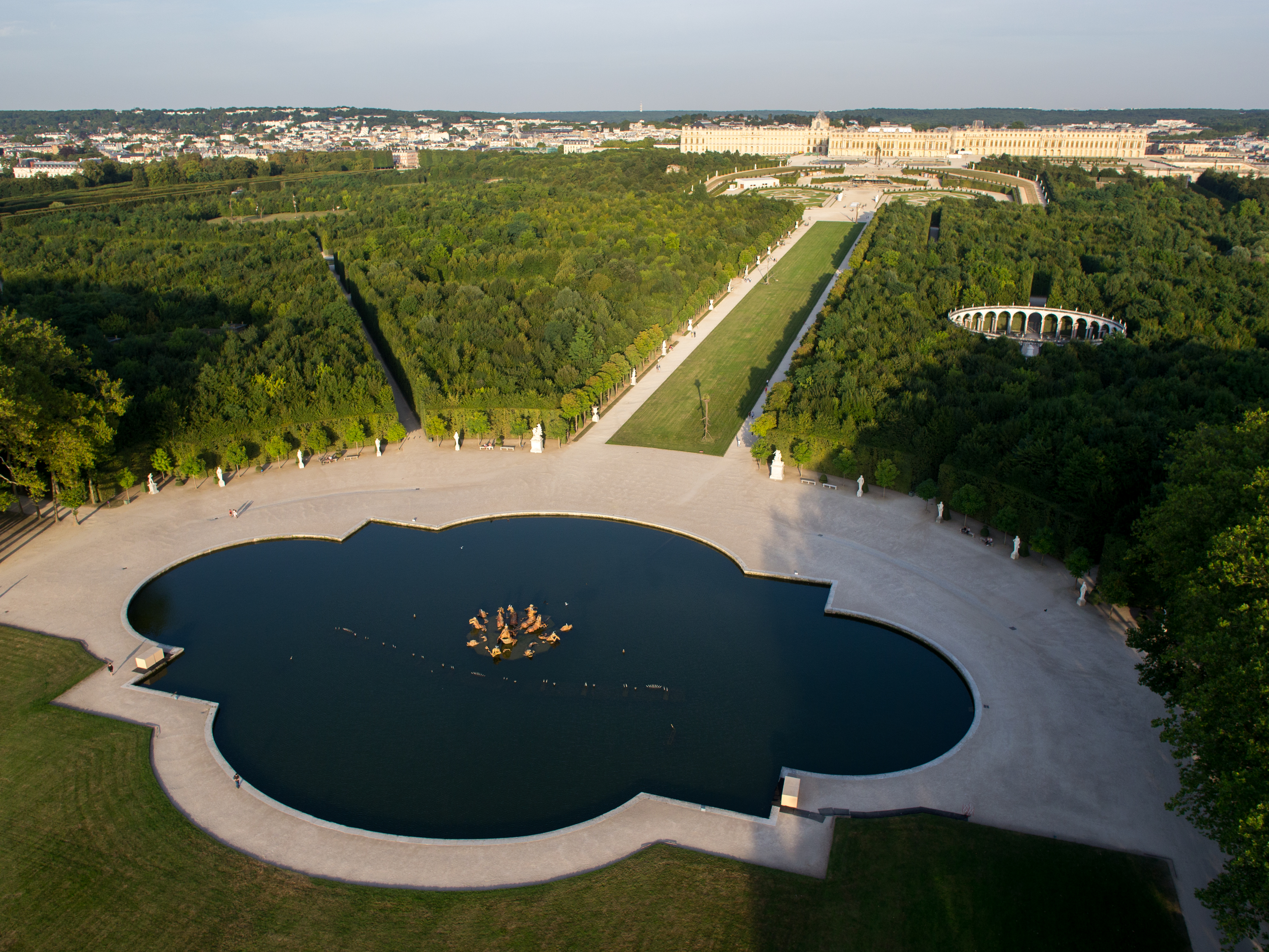
Vue aérienne du bassin avec le château en arrière-plan.
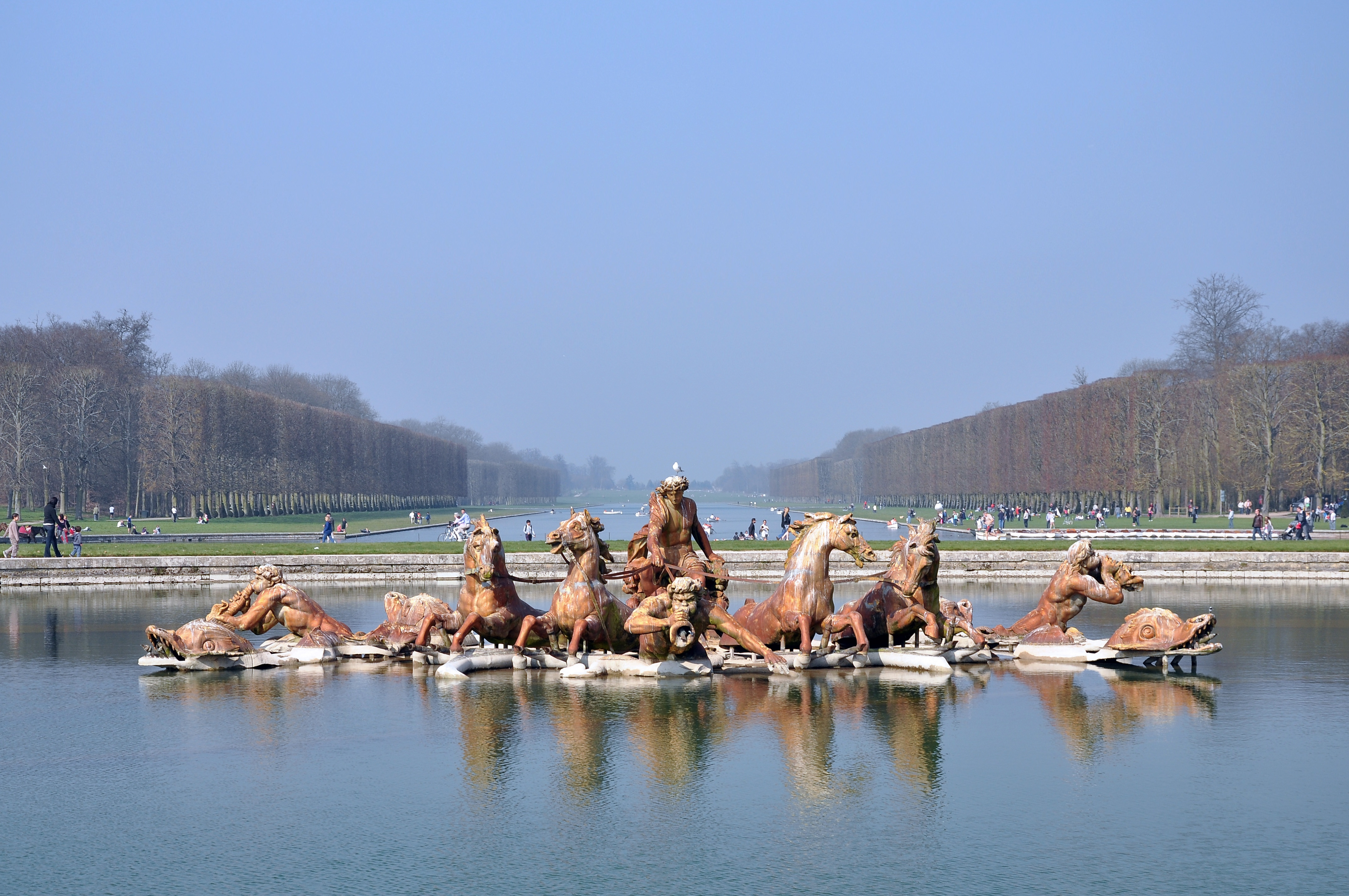
Le char d'Apollon au printemps.
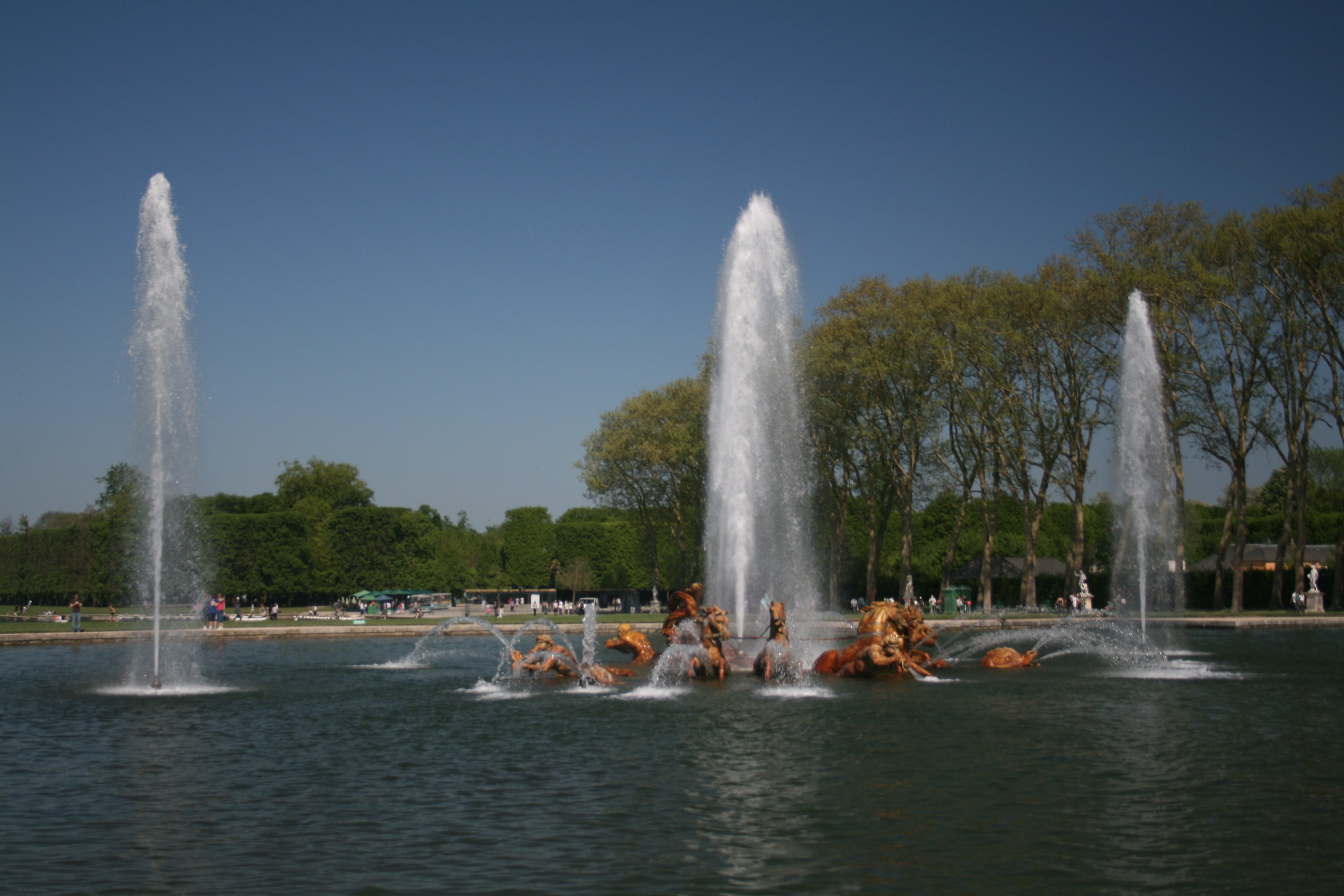
Bassin du char d'Apollon, pendant les Grandes Eaux.
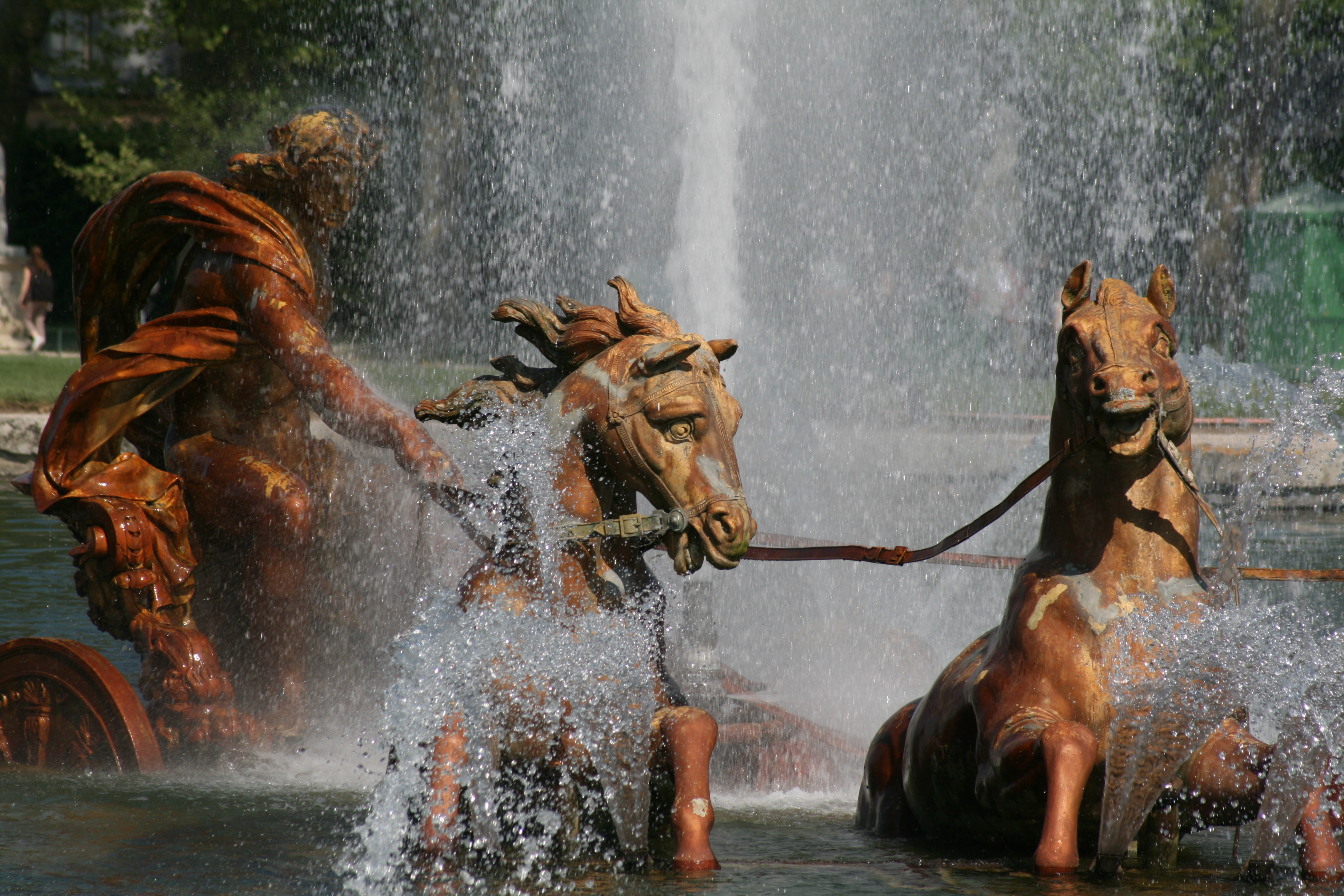
Apollon et ses chevaux, pendant les Grandes Eaux.

## Statues

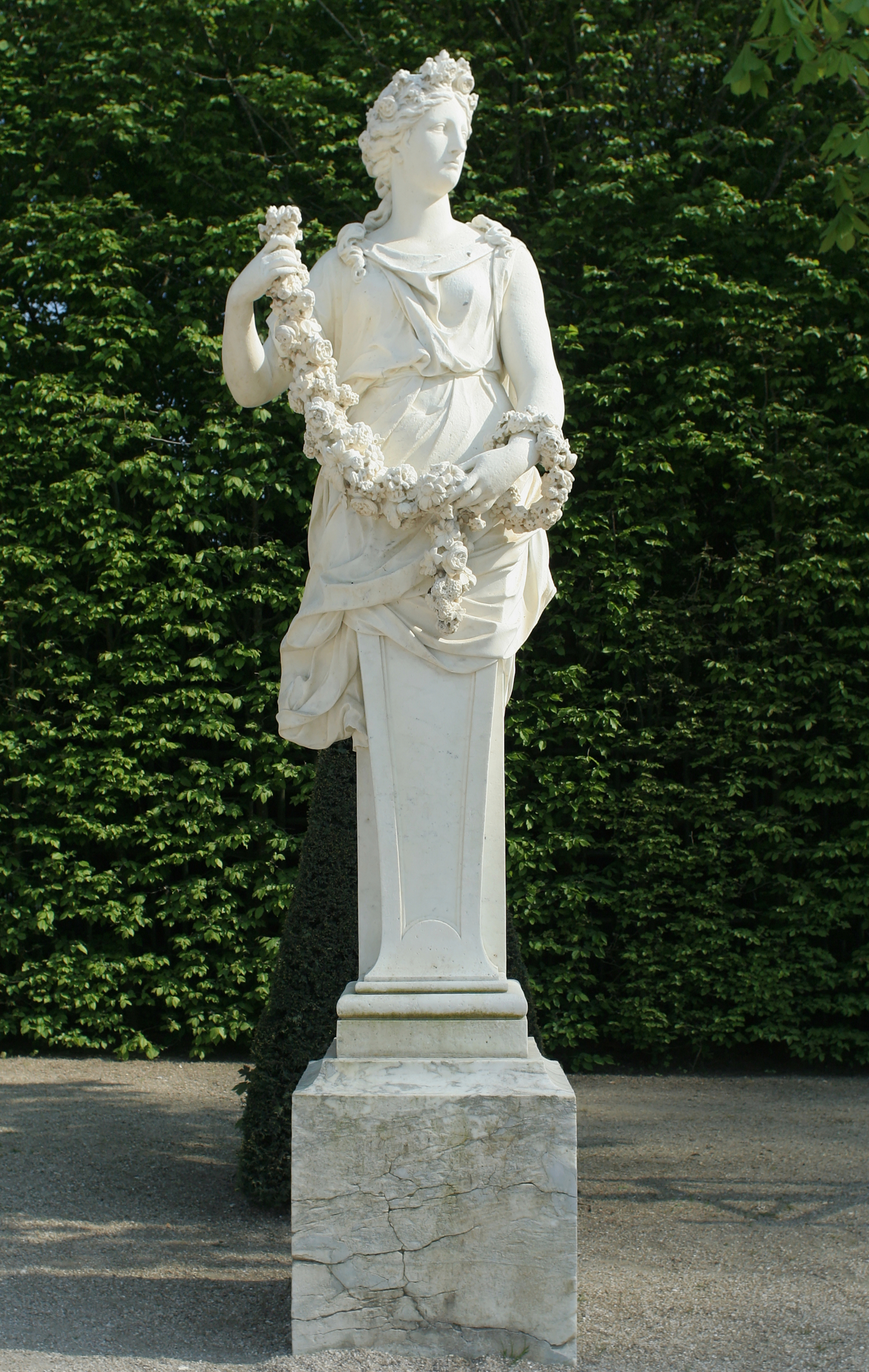
Marc Arcis et Simon Mazière, Printemps.
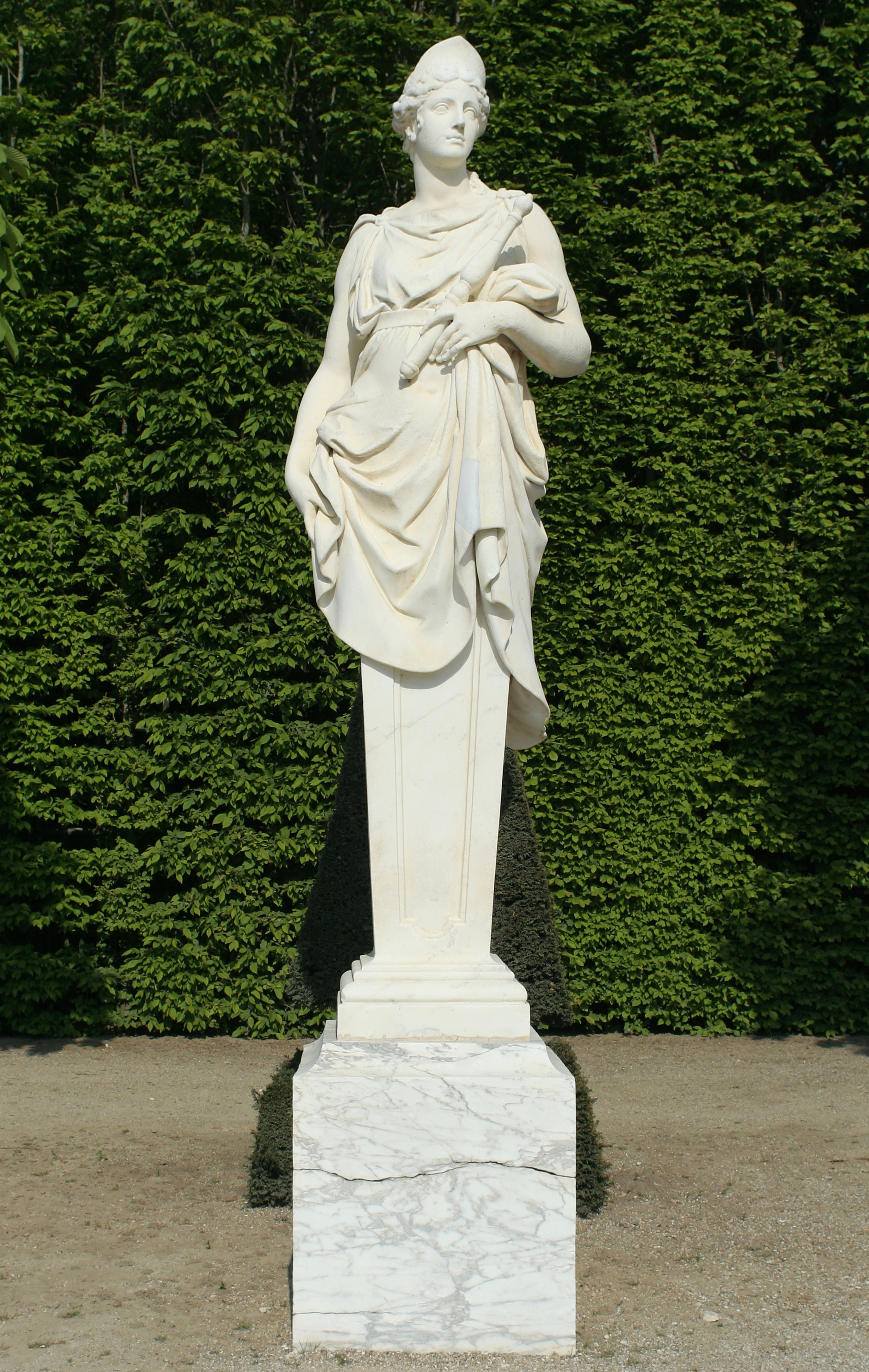
Jean-Jacques Clérion, Junon.
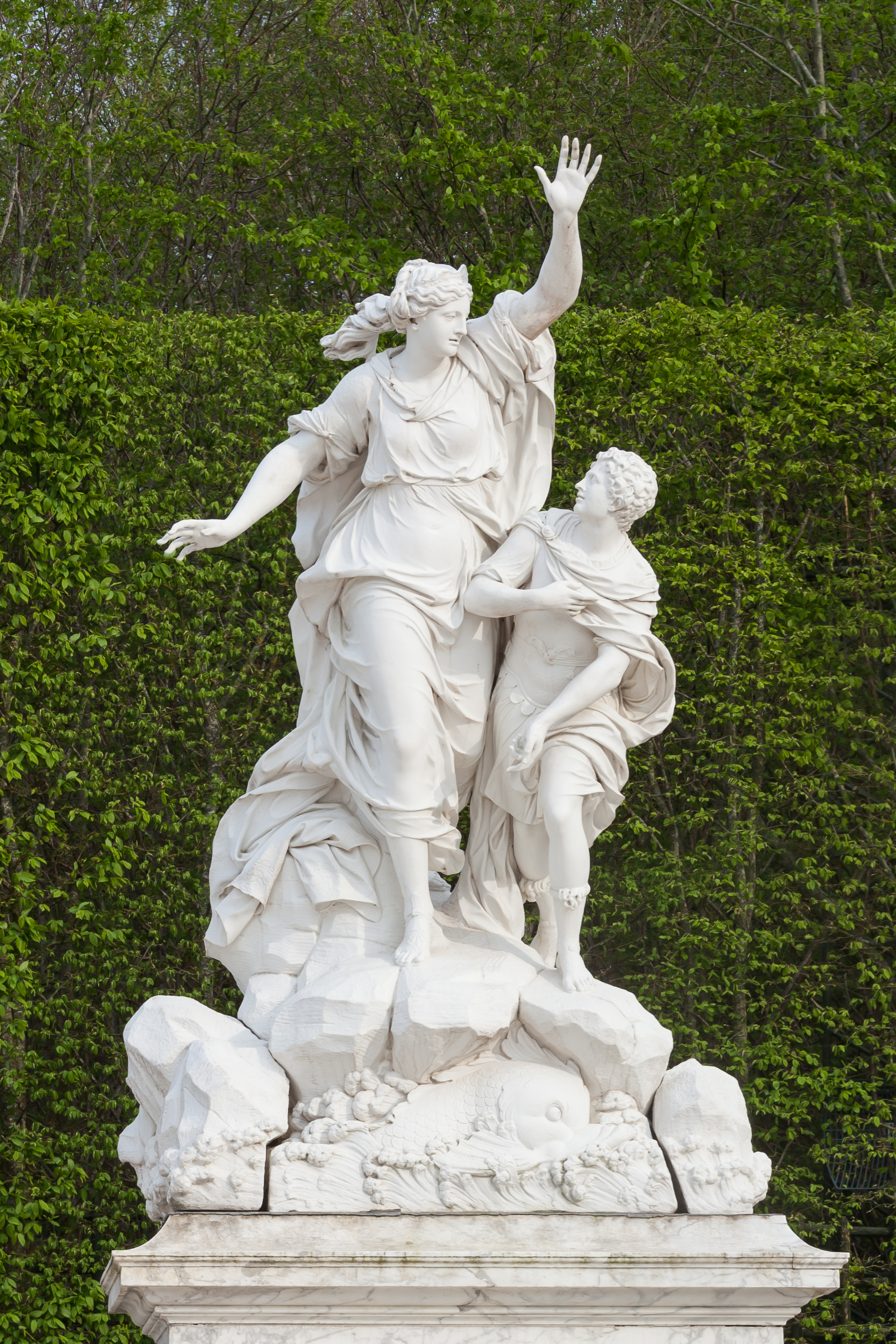
Pierre Granier, Ino et Mélicerte.
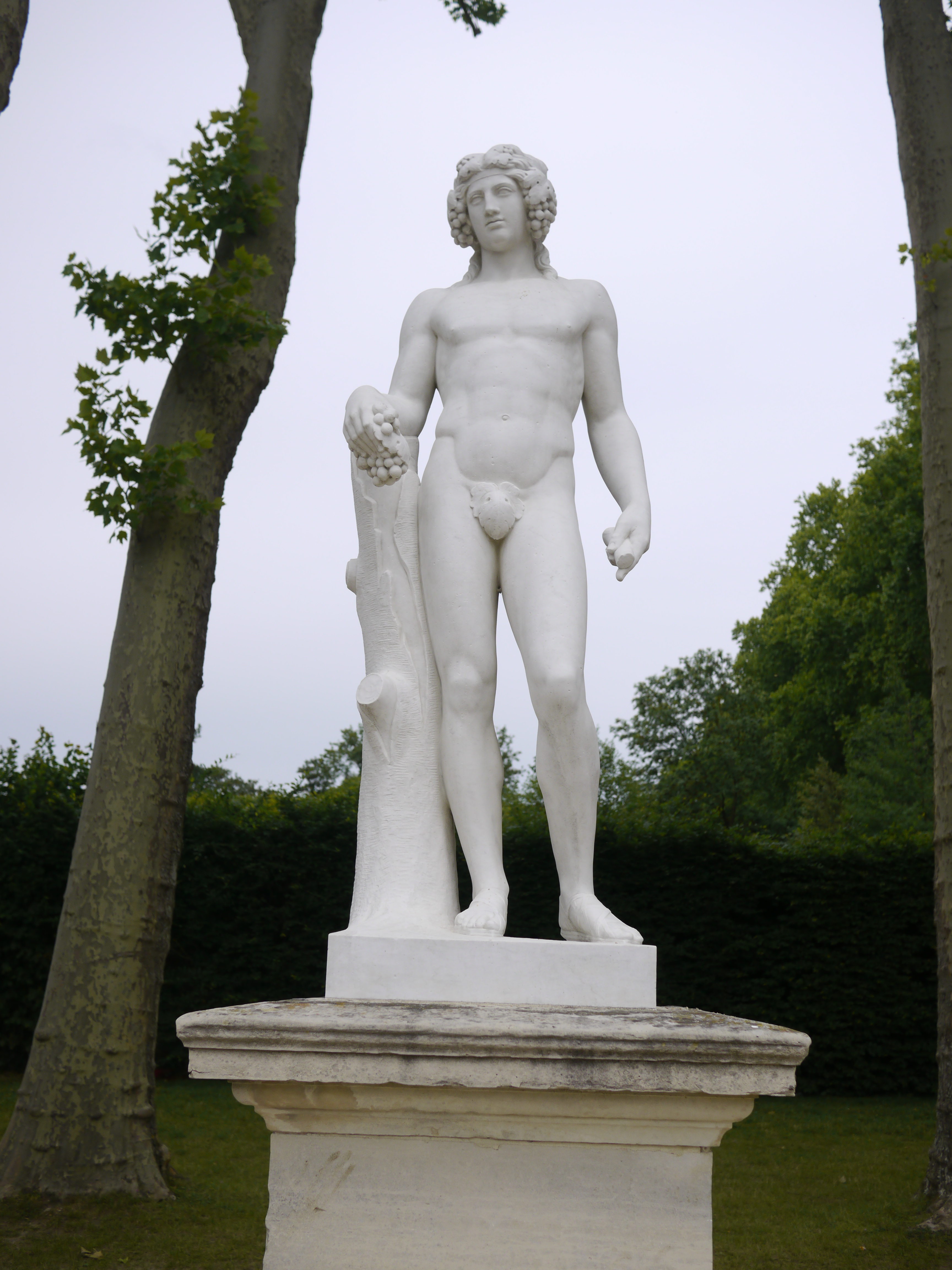
Louis-Aimé Lejeune et René Grégoire, Bacchus appuyé sur un tronc d'arbre et tenant une grappe de raisin.